# Flacourt
Ne doit pas être confondu avec Flocourt.
Flacourt est une commune française située dans le département des Yvelines en région Île-de-France.
Ses habitants sont appelés les Flacourtois.

## Géographie

### Situation
La commune de Flacourt se trouve à 12 km environ au sud de Mantes-la-Jolie dans le plateau du Mantois à environ 130 m d'altitude.
Le territoire communal relativement plat est peu boisé, sauf la partie nord-est incluse dans le bois Pihan, et consacré à la grande culture céréalière. Le seul agriculteur du village pratique une agriculture bio.

### Communes limitrophes
La commune est limitrophe de Boinvilliers et Vert à l'est, Le Tertre-Saint-Denis à l'ouest, Dammartin-en-Serve au sud, Favrieux et Soindres au nord.

### Voies de communication et transports
Elle est desservie par la voirie départementale et notamment par la route D 928 qui relie Mantes-la-Jolie à Dreux via Anet.

### Climat
Pour des articles plus généraux, voir Climat de l'Île-de-France et Climat des Yvelines.
En 2010, le climat de la commune est de type climat océanique dégradé des plaines du Centre et du Nord, selon une étude du CNRS s'appuyant sur une série de données couvrant la période 1971-2000. En 2020, Météo-France publie une typologie des climats de la France métropolitaine dans laquelle la commune est exposée à un climat océanique et est dans la région climatique Sud-ouest du bassin Parisien, caractérisée par une faible pluviométrie, notamment au printemps (120 à 150 mm) et un hiver froid (3,5 °C).
Pour la période 1971-2000, la température annuelle moyenne est de 10,4 °C, avec une amplitude thermique annuelle de 14,1 °C. Le cumul annuel moyen de précipitations est de 674 mm, avec 10,9 jours de précipitations en janvier et 8,3 jours en juillet. Pour la période 1991-2020, la température moyenne annuelle observée sur la station météorologique la plus proche, située sur la commune de Magnanville à 5 km à vol d'oiseau, est de 11,6 °C et le cumul annuel moyen de précipitations est de 641,5 mm,. Pour l'avenir, les paramètres climatiques de la commune estimés pour 2050 selon différents scénarios d'émission de gaz à effet de serre sont consultables sur un site dédié publié par Météo-France en novembre 2022.
| Mois                                  | jan.             | fév.           | mars          | avril         | mai           | juin          | jui.         | août           | sep.          | oct.          | nov.            | déc.             | année      |
| ------------------------------------- | ---------------- | -------------- | ------------- | ------------- | ------------- | ------------- | ------------ | -------------- | ------------- | ------------- | --------------- | ---------------- | ---------- |
| Température minimale moyenne (°C)     | 1,7              | 1,8            | 3,6           | 5,5           | 8,6           | 11,6          | 13,4         | 13,6           | 10,9          | 8,6           | 4,8             | 2,3              | 7,2        |
| Température moyenne (°C)              | 4,3              | 5,1            | 7,8           | 10,7          | 13,9          | 17,2          | 19,5         | 19,5           | 16,2          | 12,5          | 7,7             | 4,8              | 11,6       |
| Température maximale moyenne (°C)     | 6,8              | 8,4            | 12,1          | 15,8          | 19,1          | 22,8          | 25,5         | 25,3           | 21,4          | 16,5          | 10,7            | 7,2              | 16         |
| Record de froid (°C) date du record   | −12,7 01.01.1997 | −12,3 07.02.12 | −8,5 13.03.13 | −3,2 06.04.21 | −0,7 06.05.19 | 3,3 01.06.06  | 6,6 16.07.12 | 5,8 28.08.1998 | 2,4 30.09.18  | −3,5 28.10.03 | −8,2 24.11.1998 | −10,1 29.12.1996 | −12,7 1997 |
| Record de chaleur (°C) date du record | 15,5 27.01.03    | 20,5 27.02.19  | 25,6 31.03.21 | 28,4 20.04.18 | 31,2 27.05.05 | 37,7 27.06.11 | 42 25.07.19  | 40,4 12.08.03  | 35,5 08.09.23 | 29,5 03.10.11 | 20,9 01.11.14   | 16,9 07.12.00    | 42 2019    |
| Précipitations (mm)                   | 48,5             | 47,7           | 48,4          | 42,5          | 62,1          | 53,9          | 51,5         | 56,5           | 40,9          | 65,3          | 57              | 67,2             | 641,5      |

## Urbanisme

### Typologie
Au 1er janvier 2024, Flacourt est catégorisée commune rurale à habitat dispersé, selon la nouvelle grille communale de densité à sept niveaux définie par l'Insee en 2022.
Elle est située hors unité urbaine. Par ailleurs la commune fait partie de l'aire d'attraction de Paris, dont elle est une commune de la couronne,. Cette aire regroupe 1 929 communes,.

### Occupation des solssimplifiée
Le territoire de la commune se compose en 2017 de 94,05 % d'espaces agricoles, forestiers et naturels, 1,19 % d'espaces ouverts artificialisés et 4,76 % d'espaces construits artificialisés.

## Toponymie
Le nom de la localité est attesté sous les formes latinisées  Flaicuria vers 1250, Flaacuria en 1257, Flacuria au XIIIe siècle.
Flacourt est une formation toponymique médiévale en -court (appellatif toponymique issu de l'ancien français cort, curt « cour de ferme, ferme, domaine rural », lui-même du gallo-roman CORTE, bas latin cōrte(m) « domaine »), précédé comme c'est généralement le cas, d'un anthroponyme germanique, peut-être sur le thème Flad-.
La « court de Flaco ou Falco ».

## Histoire

### Le Mésolithique des «Sables»
L’environnement archéologique de Flacourt est assez riche et se compose, dans un rayon de deux kilomètres autour de la commune, de deux sites du Paléolithique moyen, deux sites du Paléolithique supérieur (entre 35 000 et 10 000 ans av. J.-C.), deux indices du Tardiglaciaire, un site mésolithique et quatre sites du Néolithique (de 9 000 à 3 300 ans av. J.-C.). Localisé à une altitude de 160 m, l’occupation en cours d’étude se développe sur une superficie d’environ 1 500 m2 et offre une vue magistrale sur la vallée la Vaucouleurs, la vallée de la Seine, jusqu’aux plateaux du Vexin.

## Politique et administration

### Liste des maires
| Période                                  | Période  | Identité            | Étiquette | Qualité |
| ---------------------------------------- | -------- | ------------------- | --------- | ------- |
| Les données manquantes sont à compléter. |          |                     |           |         |
| 1793                                     | 1797     | Corentin Bourdin    |           |         |
| 1797                                     | 1800     | Mathieu Griot       |           |         |
| 1800                                     | ?        | Fréville            |           |         |
|                                          |          |                     |           |         |
| 1871                                     | 1885     | Sévrin Verner       |           |         |
| 1886                                     | 1919     | Pierre Léon Mancion |           |         |
| 1920                                     | 1948     | Léon Breton         |           |         |
| 1948                                     | 1973     | Robert Dupille      |           |         |
| 1973                                     | 1995     | André Breton        |           |         |
| mars 1995                                | 2001     | Roselyne Dupille    |           |         |
| mars 2001                                | 2008     | Roselyne Dupille    |           |         |
| mars 2008                                | 2016     | Daniel Corbeau      |           |         |
| 19 septembre 2016                        | 2020     | Corinne Barbier     |           |         |
| 2020                                     | En cours | Séverine Le Goff    |           |         |

### Instances administratives et judiciaires
La commune de Flacourt appartient au canton de Bonnières-sur-Seine et est rattachée à la communauté urbaine Grand Paris Seine et Oise (GPS&O).
Sur le plan électoral, la commune est rattachée à la neuvième circonscription des Yvelines, circonscription à dominante rurale du nord-ouest des Yvelines.
Sur le plan judiciaire, Flacourt fait partie de la juridiction d’instance de Mantes-la-Jolie et, comme toutes les communes des Yvelines, dépend du tribunal de grande instance ainsi que de tribunal de commerce sis à Versailles,.

## Population et société

### Démographie

#### Évolution démographique
L'évolution du nombre d'habitants est connue à travers les recensements de la population effectués dans la commune depuis 1793. Pour les communes de moins de 10 000 habitants, une enquête de recensement portant sur toute la population est réalisée tous les cinq ans, les populations de référence des années intermédiaires étant quant à elles estimées par interpolation ou extrapolation. Pour la commune, le premier recensement exhaustif entrant dans le cadre du nouveau dispositif a été réalisé en 2007.

En 2022, la commune comptait 185 habitants, en évolution de +19,35 % par rapport à 2016 (Yvelines : +2,72 %, France hors Mayotte : +2,11 %).
| 1793 | 1800 | 1806 | 1821 | 1831 | 1836 | 1841 | 1846 | 1851 |
| ---- | ---- | ---- | ---- | ---- | ---- | ---- | ---- | ---- |
| 130  | 134  | 140  | 115  | 111  | 116  | 118  | 118  | 111  |

| 1856 | 1861 | 1866 | 1872 | 1876 | 1881 | 1886 | 1891 | 1896 |
| ---- | ---- | ---- | ---- | ---- | ---- | ---- | ---- | ---- |
| 90   | 100  | 87   | 83   | 91   | 72   | 108  | 89   | 86   |

| 1901 | 1906 | 1911 | 1921 | 1926 | 1931 | 1936 | 1946 | 1954 |
| ---- | ---- | ---- | ---- | ---- | ---- | ---- | ---- | ---- |
| 76   | 76   | 79   | 66   | 74   | 59   | 77   | 87   | 78   |

| 1962 | 1968 | 1975 | 1982 | 1990 | 1999 | 2006 | 2007 | 2012 |
| ---- | ---- | ---- | ---- | ---- | ---- | ---- | ---- | ---- |
| 84   | 91   | 130  | 146  | 132  | 127  | 145  | 147  | 134  |

| 2017 | 2022 | - | - | - | - | - | - | - |
| ---- | ---- | - | - | - | - | - | - | - |
| 166  | 185  | - | - | - | - | - | - | - |

#### Pyramide des âges
En 2018, le taux de personnes d'un âge inférieur à 30 ans s'élève à 34,4 %, soit en dessous de la moyenne départementale (38 %). De même, le taux de personnes d'âge supérieur à 60 ans est de 16,8 % la même année, alors qu'il est de 21,7 % au niveau départemental.
En 2018, la commune comptait 95 hommes pour 83 femmes, soit un taux de 53,37 % d'hommes, largement supérieur au taux départemental (48,68 %).
Les pyramides des âges de la commune et du département s'établissent comme suit.
| Hommes | Classe d’âge | Femmes |
| ------ | ------------ | ------ |
| 0,0    | 90 ou +      | 0,0    |
| 4,5    | 75-89 ans    | 6,5    |
| 10,1   | 60-74 ans    | 13,0   |
| 28,1   | 45-59 ans    | 23,4   |
| 19,1   | 30-44 ans    | 27,3   |
| 15,7   | 15-29 ans    | 14,3   |
| 22,5   | 0-14 ans     | 15,6   |

| Hommes | Classe d’âge | Femmes |
| ------ | ------------ | ------ |
| 0,6    | 90 ou +      | 1,4    |
| 6      | 75-89 ans    | 7,8    |
| 13,5   | 60-74 ans    | 14,8   |
| 20,7   | 45-59 ans    | 20,1   |
| 19,6   | 30-44 ans    | 19,9   |
| 18,5   | 15-29 ans    | 16,8   |
| 21,2   | 0-14 ans     | 19,2   |

## Économie
- Agriculture : grande culture.
- Une plate-forme de compostage existe dans la partie nord-ouest de la commune.
- Une carrière d'extraction de sablon existe dans la partie sud de la commune, au niveau du lieu-dit les Sables. Celle-ci est reprise sur l'actuelle carte IGN à l'échelle 1/25000.

## Culture locale et patrimoine

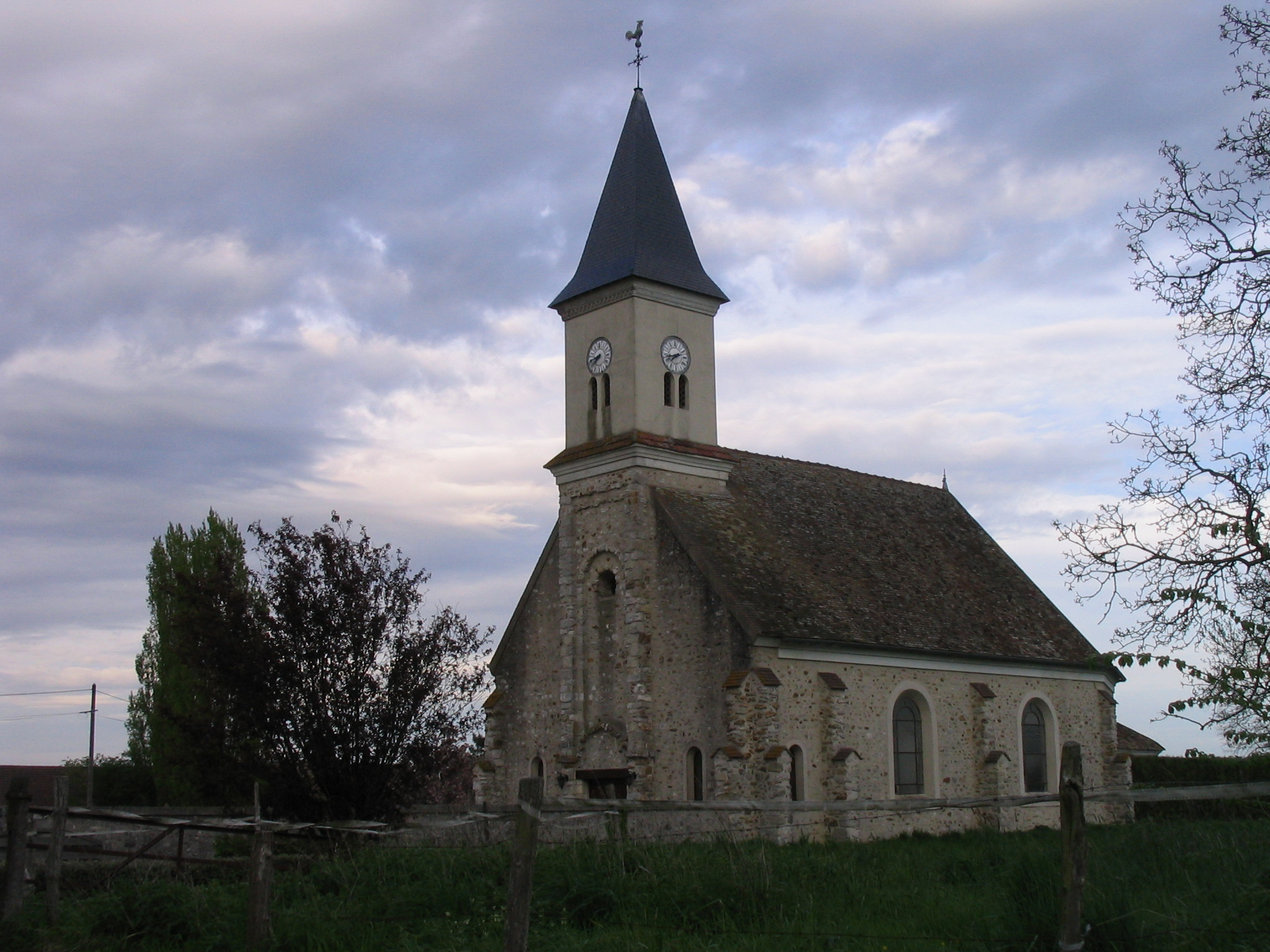
L'église Saint-Clair.

### Lieux et monuments
- Église Saint-Clair : église en pierre avec clocher-porche carré datant du XIIIe siècle, réédifiée en 1877, restaurée en 1997.

Dans cette église se trouvent deux pierres tombales de la famille de Morainvilliers, seigneurs de Flacourt vers les XVe et XVIe siècles.
- Pont-Bât-Cheval : pont ancien à une seule arche franchissant le ravin du même nom sur l'ancien chemin de Mantes-la-Jolie à Dammartin-en-Serve, projet de rénovation.
- Le Manoir.
- Ancien pigeonnier dans la cour de la ferme, voisine du manoir.